# کلروپرن

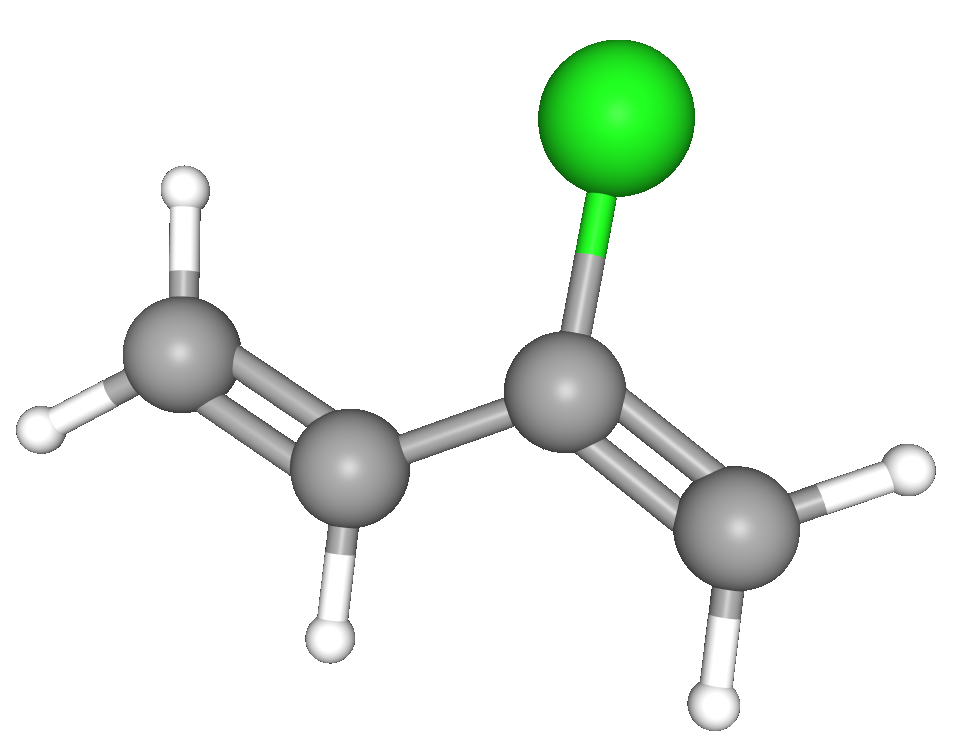
ساختار شیمیایی کلروپن

لاستیک نئوپرن (Neoprene Rubber) یا پلی کلروپرن (Polychloroprene) نام‌های دیگرلا ستیک کلروپرن CR Chloroprene Rubber بای پرن (Bayprene)، دپرن (Duprene)، بریزاتکس (Breazatex)، آکوستیک 2161 (Aquastick 2161)، اسکای پرن (Skyprene) است.

## مشخصات لا ستیک کلروپرن
- مونومر:کلروپرن
- حلال:تولوئن (Toluene)
- دانسیته: 1.25 g/cm3
- دمای ذوب (Tm): بیش از ۱۲۰ درجه سانتی گراد
- دمای انتقال شیشه ای (Tg):برابر ۴۵- تا ۳۹- درجه سانتی گراد
- سختی (Shore A):برابر ۲۰ تا ۹۵
- وضعیت قطبی یا غیر قطبی بودن:کمی قطبی

### ویژگی‌های اشتعال (روش شناسایی آسان)
- در شعله می‌سوزد و بعد از حذف شعله همچنان به سوختن ادامه می‌دهد.
- شعله زرد متمایل به نارنجی دارد.
- دود سیاه به همراه ذرات کربن دارد.
- در شعله چکه نمی‌کند.
- بوی زننده و سوزاننده ای دارد.

## تاریخچه و چگونگی تولید کلروپرن
لاستیک کلروپرن را برای اولین بار شرکت آمریکایی دوپانت (Dupont) در سال ۱۹۳۱ عرضه کرد و جزو اولین لاستیک‌های مصنوعی موفق تجاری به حساب می‌آید. این شرکت ابتدا این لاستیک را با نام دوپرنن (Duprene) وارد بازار کرد اما بعدها در سال ۱۹۳۹ نام آنرا تغییر داد و نام تجاری نئوپرن (Neoprene) را برای آن برگزید. این لاستیک به روش پلیمریزاسیون امولسیونی (بسپارش امولسیونی) یا رادیکالی آزاد کلروپرن خالص در دمای ۳۸ درجه سانتیگراد در مجاورت گوگرد تهیه می‌شود و به دو صورت لاتکس و جامد یافت می‌شود. نوع جامد، خود به انواع دیگری تقسیم می‌شود که در زیر به آنها اشاره شده‌است:
1. مصارف عام
2. مصارف ویژه
3. مصارف تهیه چسب

دسته مصارف عام:
کلروپرن‌های با مصارف عام به دو دسته G شامل: GN,GNA,GRT,GT,GW و W شامل: W,WHV,WRT,WD,WX,WB,WK,TW,TRT تقسیم می‌شود. نوع G در شرایط مساوی با W از سرعت ولکانیزاسیونن بالاتری برخوردار است. نوع G میل به بلوری شدن کمتری نسبت به W دارد. نوع W بدون گوگرد است در حالی که نوع G کوپلیمری است از کلروپرن و مقدار کمی گوگرد؛ نوع GRT و WRT به ترتیب مقاوم‌ترین گرید این نوع‌ها در مقابل بلوری شدن می‌باشند.
دسته مصارف ویژه:
کلروپرن‌های با مصارف ویژه شامل FB,FC,HC,KNR,S است.
پارامترهای ویژه ای که منجر به تولید انواع این لاستیک می‌شود به قرار زیر است:
1. اصلاح با سولفور (انواع تیورام، ایجاد قابلیت نرم شدن (Mastication) لاستیک
2. اصلاح با مرکاپتان (انواع مرکاپتان دار، تمایل به بلوری شدن)
3. اصلاح کننده‌ها (انواع مونی ویسکوزیته، فرایند پذیری)
4. پایدار کننده‌ها (کنترل رنگ و طول عمر)
5. کوپلیمریزاسیون (هم بسپارش) با سایر مونومرها
6. پیش شبکه شدن (فرایند پذیری بهتر)
7. گروه‌های فعال (قابلیت ایجاد اتصالات بدون سولفور و شتاب‌دهنده که پارامتری مهم برای لاتکس این لاستیک به حساب می‌آید)

بخش عمده (بیش از ۸۵٪) از لاستیک کلروپرن (CR) را ترانس ۱و۴ ـ کلروپرن (Trans 1,4 Chloroprene) تشکیل می‌دهد که این زنجیره به لاستیک توانایی متبلور شدن در اثر کشش را می‌دهد و بر همین اساس محصولات پخته شده (ولکانش) آن استحکام کششی زیادی دارند.
روش‌های پخت:این لاستیک فقط با سیستم اکسید فلزی پخت (ولکانیزه) می‌شود.
مزایا:مقاوم در برابر اکسیداسیون شیمیایی، گرما و نور خورشید
معایب: به دلیل قطبی بودن خواص الکتریکی و عایق الکتریکی ضعیفی دارد، قیمت نسبتاً بالا، مقاومت و انعطاف‌پذیری کم در برابر دماهای کم و سرما
خواص: مقاومت حرارتی زیاد، مقاومت در برابر عوامل جوی و ازون، مقاومت در برابر رطوبت، مقاومت بسیار عالی در برابر روغن‌ها و مواد شیمیایی (به جز روغن‌های هیدروکربنی)، مقاومت در برابر شعله، مقاومت در برابر پارگی، مقاومت در برابر سایش، مقاومت در برابر ترک زایی دینامیکی، چسبندگی عالی به الیاف و فلز

## کاربرد کلروپرن
در ساخت چسب‌ها، آب‌بندی کردن و درزگیرها مانند درزگیر لپ تاپ‌ها، محافظ‌های موبایل و آی پد و ریموت کنترل، لباس‌های ضدآب و غواصی، لوله‌های لاستیکی و شیلنگ‌ها، قطعات در تماس با روغن، تسمه، واشر پایه‌های قابل انعطاف، قطعات خواص اتومبیل، کمربند ایمنی، صندلی برای وسایل حمل و نقل عمومی و روکش مبلمان، بسیاری از لوازم ورزشی و از لاتکس آن در ساخت کالاهایی مانند دستکش و بالون و … استفاده می‌شود.